# Olympische Sommerspiele 1960/Kanu – Einer-Kajak 1000 m (Männer)
Der Wettkampf im Einer-Kajak über 1000 Meter bei den Olympischen Sommerspielen 1960 wurde zwischen dem 26. und 29. August ausgetragen.
Der Wettkampf bestand aus drei Vorläufen, bei denen jeweils die drei schnellsten Teilnehmer das Halbfinale erreichten. Die anderen Athleten hatten aufgeteilt auf drei Hoffnungsläufe die Chance, sich ebenfalls für die Halbfinals zu qualifizieren. Auch hier kamen die drei Erstplatzierten weiter. Die drei Erstplatzierten der drei Halbfinals kamen dann in den Endlauf, in dem sich der Däne Erik Hansen zum Olympiasieger krönte.
Von den insgesamt 24 qualifizierten Teilnehmern traten zu den Vorläufen nur 22 an.

## Ergebnisse

### Vorläufe

#### Lauf 1
| Rang | Athlet              | Nation         | Zeit        |
| ---- | ------------------- | -------------- | ----------- |
| 1    | Erik Hansen         | Dänemark       | 3:57,04 min |
| 2    | Ronald Rhodes       | Großbritannien | 4:01,68 min |
| 3    | Wolfgang Lange      | Deutschland    | 4:05,08 min |
| 4    | Rolf Olsen          | Norwegen       | 4:08,38 min |
| 5    | Robert De Waele     | Belgien        | 4:08,60 min |
| 6    | Roland Huber        | Schweiz        | 4:26,26 min |
| 7    | Michel Meyer        | Frankreich     | 4:40,72 min |
| —    | Ljubomir Orescharow | Bulgarien      | DNS         |

#### Lauf 2
| Rang | Athlet            | Nation             | Zeit        |
| ---- | ----------------- | ------------------ | ----------- |
| 1    | Imre Szöllősi     | Ungarn             | 4:04,23 min |
| 2    | Phillip Coles     | Australien         | 4:06,27 min |
| 3    | Cesare Zilioli    | Italien            | 4:06,58 min |
| 4    | Aleksandar Kerčov | Jugoslawien        | 4:07,08 min |
| 5    | Simo Kuismanen    | Finnland           | 4:09,78 min |
| 6    | Joaquín Larroya   | Spanien            | 4:12,93 min |
| 7    | Paul Beachem      | Vereinigte Staaten | 4:18,64 min |
| —    | Igor Lipalit      | Rumänien           | DNS         |

#### Lauf 3
| Rang | Athlet              | Nation           | Zeit        |
| ---- | ------------------- | ---------------- | ----------- |
| 1    | Ibrohim Hassanow    | Sowjetunion      | 4:06,14 min |
| 2    | Guillaume Weijzen   | Niederlande      | 4:06,77 min |
| 3    | Gert Fredriksson    | Schweden         | 4:07,35 min |
| 4    | Ladislav Čepčianský | Tschechoslowakei | 4:07,83 min |
| 5    | Ryszard Skwarski    | Polen            | 4:12,70 min |
| 6    | Herbert Wiedermann  | Österreich       | 4:15,71 min |
| 7    | Michael Brown       | Kanada           | 4:27,28 min |
| 8    | André Conrardy      | Luxemburg        | 4:27,38 min |

### Hoffnungsläufe

#### Lauf 1
| Rang | Athlet             | Nation     | Zeit        |
| ---- | ------------------ | ---------- | ----------- |
| 1    | Simo Kuismanen     | Finnland   | 4:11,50 min |
| 2    | Herbert Wiedermann | Österreich | 4:13,73 min |
| 3    | Rolf Olsen         | Norwegen   | 4:13,87 min |
| 4    | Michel Meyer       | Frankreich | 4:24,93 min |

#### Lauf 2
| Rang | Athlet            | Nation             | Zeit        |
| ---- | ----------------- | ------------------ | ----------- |
| 1    | Ryszard Skwarski  | Polen              | 4:06,99 min |
| 2    | Aleksandar Kerčov | Jugoslawien        | 4:07,33 min |
| 3    | Paul Beachem      | Vereinigte Staaten | 4:18,17 min |
| 4    | Roland Huber      | Schweiz            | 4:24,16 min |
| 5    | André Conrardy    | Luxemburg          | 4:28,40 min |

#### Lauf 3
| Rang | Athlet              | Nation           | Zeit        |
| ---- | ------------------- | ---------------- | ----------- |
| 1    | Ladislav Čepčianský | Tschechoslowakei | 4:11,39 min |
| 2    | Joaquín Larroya     | Spanien          | 4:13,82 min |
| 3    | Robert De Waele     | Belgien          | 4:16,61 min |
| 4    | Michael Brown       | Kanada           | 4:55,73 min |

### Halbfinals

#### Lauf 1
| Rang | Athlet            | Nation      | Zeit        |
| ---- | ----------------- | ----------- | ----------- |
| 1    | Erik Hansen       | Dänemark    | 3:57,51 min |
| 2    | Gert Fredriksson  | Schweden    | 4:03,32 min |
| 3    | Simo Kuismanen    | Finnland    | 4:03,42 min |
| 4    | Phillip Coles     | Australien  | 4:08,05 min |
| 5    | Aleksandar Kerčov | Jugoslawien | 4:10,27 min |
| 6    | Robert De Waele   | Belgien     | 4:12,48 min |

#### Lauf 2
| Rang | Athlet            | Nation      | Zeit        |
| ---- | ----------------- | ----------- | ----------- |
| 1    | Imre Szöllősi     | Ungarn      | 3:57,11 min |
| 2    | Wolfgang Lange    | Deutschland | 4:02,88 min |
| 3    | Rolf Olsen        | Norwegen    | 4:04,82 min |
| 4    | Guillaume Weijzen | Niederlande | 4:07,30 min |
| 5    | Ryszard Skwarski  | Polen       | 4:09,26 min |
| 6    | Joaquín Larroya   | Spanien     | 4:20,39 min |

#### Lauf 3
| Rang | Athlet              | Nation             | Zeit        |
| ---- | ------------------- | ------------------ | ----------- |
| 1    | Ronald Rhodes       | Großbritannien     | 4:05,20 min |
| 2    | Ibrohim Hassanow    | Sowjetunion        | 4:05,20 min |
| 3    | Cesare Zilioli      | Italien            | 4:06,36 min |
| 4    | Ladislav Čepčianský | Tschechoslowakei   | 4:07,75 min |
| 5    | Paul Beachem        | Vereinigte Staaten | 4:15,10 min |
| 6    | Herbert Wiedermann  | Österreich         | 4:17,45 min |

### Finale
| Rang | Athlet           | Nation         | Zeit        |
| ---- | ---------------- | -------------- | ----------- |
| 1    | Erik Hansen      | Dänemark       | 3:53,00 min |
| 2    | Imre Szöllősi    | Ungarn         | 3:54,02 min |
| 3    | Gert Fredriksson | Schweden       | 3:55,89 min |
| 4    | Ibrohim Hassanow | Sowjetunion    | 3:56,38 min |
| 5    | Ronald Rhodes    | Großbritannien | 4:01,15 min |
| 6    | Rolf Olsen       | Norwegen       | 4:02,31 min |
| 7    | Wolfgang Lange   | Deutschland    | 4:03,05 min |
| 8    | Simo Kuismanen   | Finnland       | 4:03,66 min |
| 9    | Cesare Zilioli   | Italien        | 4:04,90 min |

## Weblink
- Ergebnisse